# والتر مارتينيز (مراسل عسكري)
والتر مارتينيز (بالإسبانية: Walter Martínez) هو كاتب ومراسل عسكري وصحفي وطيار أوروغواياني وفنزويلي، ولد في 6 أبريل 1941 في مونتفيدو في الأوروغواي.